# Bound for Glory (2018)
Bound for Glory (2018) est un pay-per-view (PPV) de catch professionnel à venir produit par l'Impact Wrestling. Il s'est déroulé le 14 octobre 2018, au Melrose Ballroom à New York. C'est le 14e événement de la chronologie Bound for Glory.

## Production

### Contexte
Le 22 juillet 2018 lors de Slammiversary XVI, Impact Wrestling annonce la date de Bound for Glory.

### Storylines

#### The Latin American XChange contre The OG'z
Lors de l"épisode de Impact Wrestling du 6 septembre 2018, Konnan et King sont appelés dans le bureau de leur commissaire. Celui-ci leur annonce qu'à « Bound for Glory », Konnan et The Latin American XChange affronteront King et The OG'z au cours d'un six-man tag team Warfare match, ce qui est censé mettre fin à la guerre entre les deux équipes.
Le 13 septembre à Impact, King, Homicide & Hernandez viennent provoquer LAX.

#### Austin Aries(c) contre Johnny Impact pour le championnat du monde de Impact
Le même soir, Johnny Impact annonce qu'il défie Austin Aries pour le Impact World Championship. Plus tard, il est attaqué par Aries, Moose et Killer Kross. Le 20 septembre, à Impact, Johnny Impact attaque Moose, Killer Kross et Austin Aries après un match de ce dernier contre Texano Jr. Eddie Edwards viendra assister Johnny Impact en attaquant Moose, Aries et Kross avec un kendo stick. 
Le 4 octobre à Impact, Johnny Impact confronte Austin Aries. Une bagarre éclate ensuite entre les deux hommes et Aries recevra un Starship Pain de la part de Johnny Impact.

#### oVe contre les Lucha Brothers & Brian Cage
Le 13 septembre à Impact, les Lucha Brothers battent le Cult of Lee. Plus tard, ils sont défiés pour un match au Bound for Glory par oVe. Cage défait ensuite Kongo Kong. Après le match, il annonce qu'il accepte le défi de oVe pour Bound for Glory. Le 4 octobre à Impact, Callihan et les frères Crist perdent contre les Lucha Brothers et Brian Cage par disqualification après que Callihan ait frappé l'arbitre. Après le match, une bagarre éclate entre les six hommes.

#### Eddie Edwards contre Moose
Le 21 septembre, il est annoncé que Eddie Edwards affrontera Moose lors de Bound for Glory.

#### Tessa Blanchard (c) contre Taya Valkyrie pour le Impact Knockout Championship
Le 27 septembre, à Impact, Tessa Blanchard conserve son titre en battant Faby Apache. Après le match, elle reçoit un défi pour Bound for Glory de la part de Taya Valkyrie.

## Matches
| No.                                  | Matches | Stipulations                                      | Durée |
| ------------------------------------ | --- | ------------------------------------------------- | ----- |
| 1                                    | Rich Swann & Willie Mack battent Matt Sydal & Ethan Page                                                                   | Tag team match                                    | 12:20 |
| 2                                    | Eli Drake bat James Ellsworth                                                                                              | Match simple                                      | 2:10  |
| 3                                    | Tessa Blanchard(c) bat Taya Valkyrie                                                                                       | Match simple pour le Impact Knockout Championship | 10:36 |
| 4                                    | Eddie Edwards bat Moose par disqualification                                                                               | Match simple                                      | 2:00  |
| 5                                    | Eddie Edwards & Tommy Dreamer battent Killer Kross & Moose                                                                 | Tag Team match                                    | 9:30  |
| 6                                    | Ohio Versus Everything (Jake Crist, Dave Crist & Sami Callihan) battent The Lucha Bros (Fénix & Pentagón Jr.) & Brian Cage | Six-man tag team oVe Rules match                  | 13:31 |
| 7                                    | The Latin American Xchange (Ortiz, Santana et Konnan) battent The OGz (Hernandez, Homicide et King)                        | Concrete Jungle Death match                       | 9:29  |
| 8                                    | Johnny Impact bat Austin Aries (c)                                                                                         | Match simple pour le Impact World Championship    | 21:03 |
| (c) – fait référence aux champion(s) | |                                                   |       |